# Llorenç Mas Pons
Llorenç Mas Pons (Llucmajor, Mallorca, 1943) és un jugador de bitlles mallorquí.
Llorenç Mas fou campió de bitlles de les Illes Balears des de la temporada 1968-69 fins a la de 1980-81. De forma individual aconseguí el campionat d'Espanya les temporades 1972-73, 1975-76, 1986-87 i 1987-88; per equips les temporades del 1970 al 1976; i amb la selecció balear les temporades del 1971 al 1976. El 1975 fou subcampió d'Europa per triples i aconseguí la copa mundial el 1975 a l'Iran i el 1985 a Malàisia.